# Río Cariquima
El río Cariquima también llamado río Grande en su parte alta,: 1  es un curso natural de agua que nace en la vertiente Puljahua del cerro Sojalla (4655 m), en la Región de Tarapacá (latitud de Pisagua), fluye con dirección general ENE por 38 km, cruza la frontera hacia Bolivia y tras cambiar a rumbo NNE por 14 km desaparece en las vegas del borde occidental del Salar de Coipasa. 
Aunque desemboca en el salar claramente al sur del río Isluga, se le considera parte de su cuenca hidrográfica.

## Trayecto
Por su ribera sur y cerca del poblado Ancuaque o Ancoaque, el arroyo Toroni tras un recorrido de 32 km desde los cerros fronterizos Sillajguay (5995 m) y Toroni (5939 m) descarga sus aguas en el Cariquima. Antes de pasar por el poblado Cariquima se le une por el sur el arroyo Guaitani. Este nace como el anterior en las faldas occidentales de los cerros fronterizos y tiene una longitud de 38 km.
Por su ribera norte, el Cariquima recibe al arroyo Queñuvuta que drena las vegas del oeste por 18 km. 

## Caudal y régimen
Aunque no es afluente del río Isluga, la Dirección General de Aguas del Ministerio de Obras Públicas de Chile se refiere a él en detalle en su informe sobre la cuenca del río Isluga.: 1 
La estación fluviométrica se encuentra en Cariquima a 4000 m de altitud el informe de la Dirección General de Aguas muestra los caudales mínimos, máximos y promedio para cada mes. 

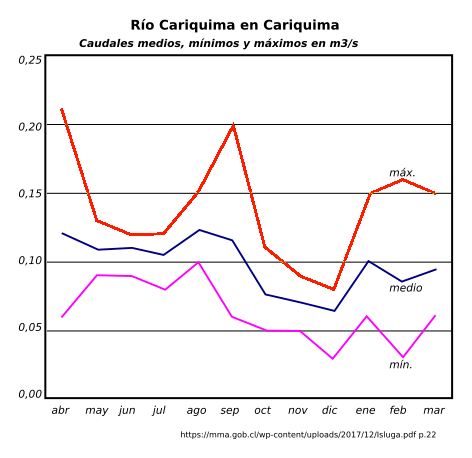
Caudales mínimos, medios y máximos del río Cariquima en Cariquima.

La cuenca del río Cariquima, desde su origen al pie del cerro Sojalla hasta su desembocadura en el salar de Coipasa, en territorio boliviano observa un comportamiento de régimen pluvial, producto de lluvias invernales. Los mayores caudales ocurren entre mayo y agosto, sin embargo en el resto del año se observan caudales bastante similares. Los menores ocurren entre octubre y diciembre. El período de menores caudales está dado por el trimestre de octubre, noviembre y diciembre.: 22–23 
El caudal promedio anual varía en torno a los 100 l/s.: 22–23 

## Historia
Luis Risopatrón lo describe en su Diccionario jeográfico de Chile publicado en 1924 con:: 144 
Cariquima (Río de), es de escaso caudal i corre hacia el NE, en una quebrada en que las lluvias sustentan la vejetación con que mantienen animales lanares; pasa a corta distancia al W de la aldea del mismo nombre, con unos 2 metros de ancho, 10 a 20 cm de profundidad i aguas de sabor salino i desaparece en la pampa, unos 5 kilómetros hacia el NE.

## Población, economía y ecología
Las aguas salobres del arroyo Queñuvuta reducen la calidad del agua del Cariquima hasta hacerlas no aptas para la bebida humana ni para el cultivo de Quínoa.: 112 

## Sistema endorreico Titicaca-Desaguadero-Poopó-Salar de Coipasa
El río pertenece al Sistema TDPS, una cuenca interior de América del Sur que recoge las aguas del Lago Titicaca, las lleva por el Río Desaguadero hasta el Lago Poopó para, en los tiempos de abundancia de lluvia, llevarlas al Lago Coipasa por medio del río Laca Jahuira. 
Por el lado chileno, existen 9 subcuencas divididas en 16 subsubcuencas de ese sistema que están reunidas en el registro Categoría:Cuenca altiplánicas de Chile (010) del inventario de cuencas de Chile que las reúne bajo el número 010.
- En el extremo norte, las subcuencas 01000 y 01010 de los ríos Caquena (o Cosapilla), Uchusuma y otros, las llevan primero al río Mauri que las entrega al río Desaguadero, desde donde llegan al Lago Poopó y luego al Lago Coipasa, por el lado este.
- Las subcuencas 01020 y 01021 del río Lauca, que lleva las aguas de las Lagunas de Cotacotani directamente al extremo norte del Lago Coipasa.
- Más al sur, las subcuencas de los ríos Isluga o Sitani (01041), Todos Santos o Sibaya (01040), el Cariquima o Grande (01042 y 01043) y el río Cancosa (río Sacaya y Ocachucho) (01044) también las entregan, cada uno de ellos directamente, al Lago Coipasa, pero por su lado oeste.